# یونان عثمانی

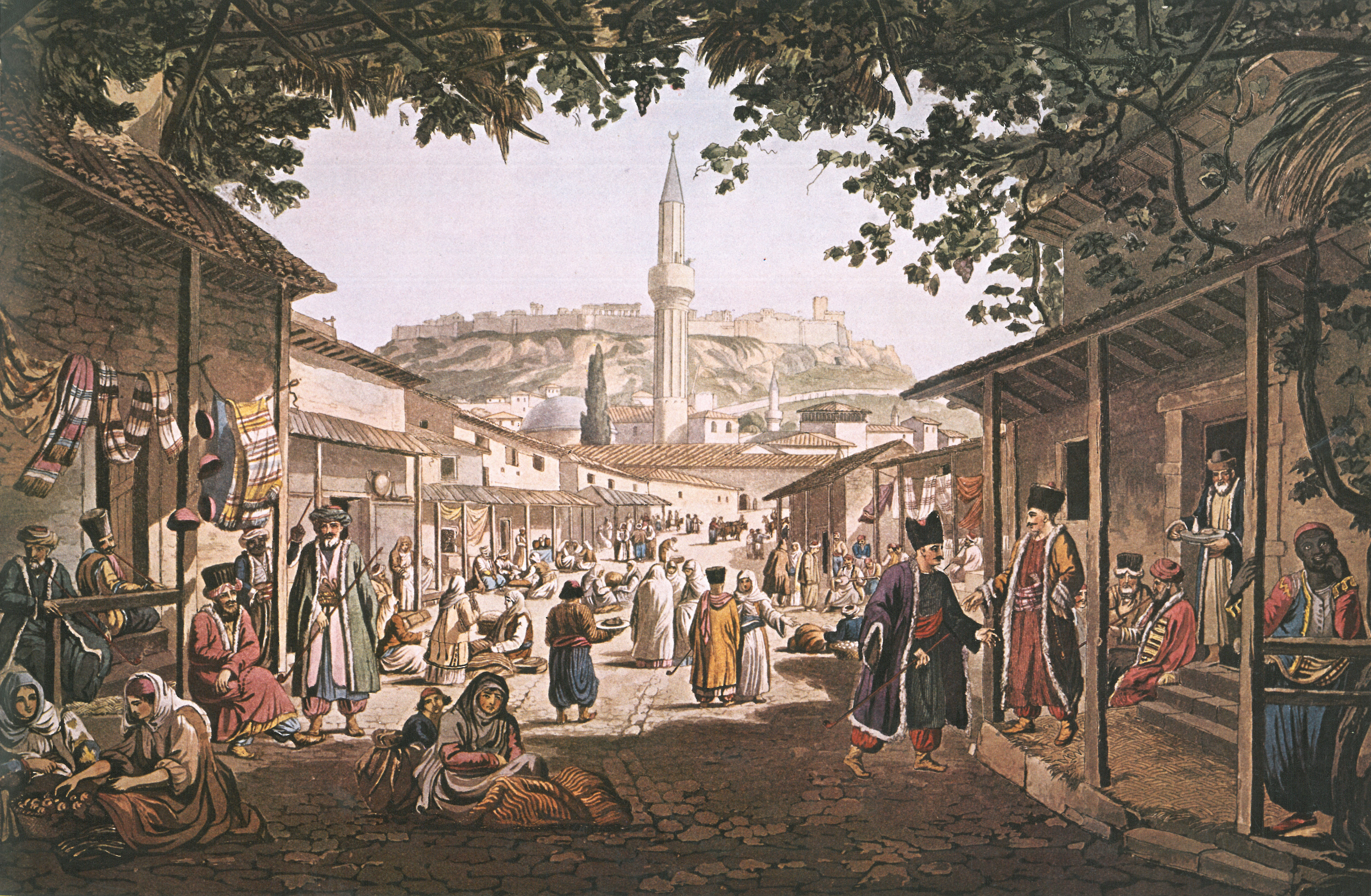
نقاشی از یک بازار در آتن، در دوران یونان عثمانی، اوایل قرن نوزدهم

یونان عثمانی به مناطق یونانی‌نشین تحت حاکمیت امپراتوری عثمانی گفته می‌شود. دوره حاکمیت امپراتوری عثمانی بر یونان از اواسط سده پانزدهم میلادی تا پایان جنگ استقلال یونان و تشکیل جمهوری اول یونان در سال ۱۸۲۲ میلادی ادامه داشت. برخی مناطق یونان امروزی مانند جزایر ایونی و شبه جزیره مانی در پلوپونز هیچگاه یا در دوره‌هایی بخشی از دولت عثمانی نبودند، اگرچه عموماً تحت نظارت آن قرار داشتند.

## تاریخ

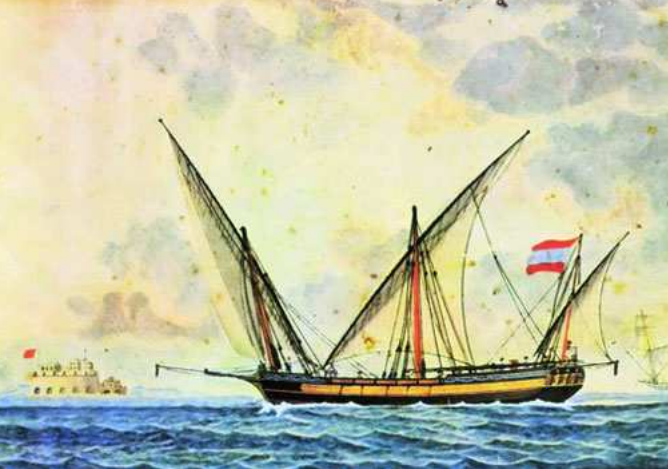
کشتی یونانی Panagia tis Hydras با پرچم یونانی-عثمانی، که در سال ۱۷۹۳ ساخته شد.

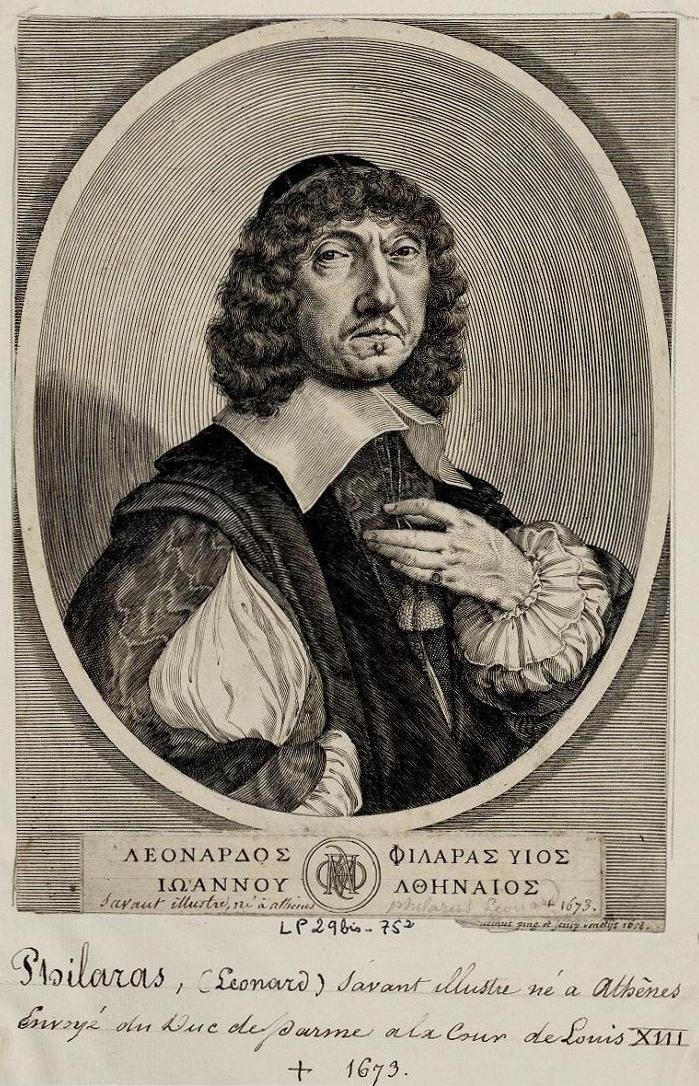
لئوناردوس فیلاراس دانشمند یونانی متولد آتن بود، وی از هواداران اولیه آزادی یونان از حکومت امپراتوری عثمانی بود و بیشتر دوران حرفه‌ای خود را صرف ترغیب روشنفکران اروپای غربی برای حمایت از استقلال یونان کرد.

قسطنطنیه، پایتخت امپراتوری بیزانس، بیست و نهم ماه مه سال ۱۴۵۳ میلادی به دست سلطان محمد فاتح، تسخیر شد. بسیاری از ساکنان یونانی‌تبار این شهر پذیرش حاکمیت عثمانی و حفظ یکپارچگی کلیسای ارتدوکس را بر گردن نهادن بر حاکمیت پاپ کلیسای کاتولیک، ترجیح دادند.
بنابر سنت اسلامی، یونانیان از استقلال قابل توجهی در امور دینی خود برخوردار بودند. با این حال، در مقایسه با مسلمانان از جهات مختلفی در معرض آسیب قرار داشتند. یک مسیحی مجاز به داشتن اسلحه نبود و از خدمت سربازی محروم بود.
جدی‌ترین مشکل مسیحیان اواخر قرن هفدهم، شیوه سربازگیری اجباری قوای ینی‌چری بود. خانواده‌های مسیحی در بالکان موظف بودند در فواصل نامنظم، نسبت معینی از فرزندان ذکور باهوش و خوش‌چهره خود را پس از مسلمان شدن، به اجبار به عنوان سربازان یا کارمندان دولت، به مقامات عثمانی تحویل دهند. این شکل از سربازگیری اجباری هراس بسیاری ایجاد نمود اما کسانی که به‌طور مستمر به خدمت سربازی می‌رفتند، به مقامات بالایی دست می‌یافتند و گاهی می‌توانستند به اقوام یا مناطق بومی خود نیز کمک کنند. شواهدی وجود دارد که نشان می‌دهد برخی از خانواده‌های مسلمان به امید اینکه فرزندان خود را درگیر این مالیات کرده و به این ترتیب بتوانند آینده بهتری داشته باشند، در پی مسیحی کردن فرزندان خود بودند. تحت چنین فشارهایی موارد بی‌شماری از مسلمان شدن مسیحیان به صورت فردی و توده‌ای وجود داشت. چنین تغییراتی به ویژه در قرن هفدهم رواج یافت. با این حال، این تغییر مذهب اغلب فقط اسمی بود و این مسیحیان مخفیانه آیین‌های ایمان قبلی خود را انجام می‌دادند.
در بیش از چهار قرن «تورکوکراتیا» که دوره حکومت عثمانی در یونان شناخته می‌شود، امید کمی وجود داشت که یونانی‌ها بتوانند با تلاش خودشان خود را آزاد کنند.